# ウィリアムズ・FW31
ウィリアムズ FW31 (Williams FW31) は、ウィリアムズF1が2009年のF1世界選手権参戦用に開発したフォーミュラ1カー。設計統括者（テクニカルディレクター）はサム・マイケル。2009年の開幕戦から最終戦まで実戦投入された。

## 概要

### 空力設計
2009年のレギュレーション改正により各種エアロパーツの使用が規制され、F1マシンの空力デザインは様変わりした。2008年シーズン終了直後からFW30に2009年仕様のウイングやディフューザーを搭載してテストを行っていたが、FW31には基本的にはその時の改良版であるパーツを搭載しているところもある。

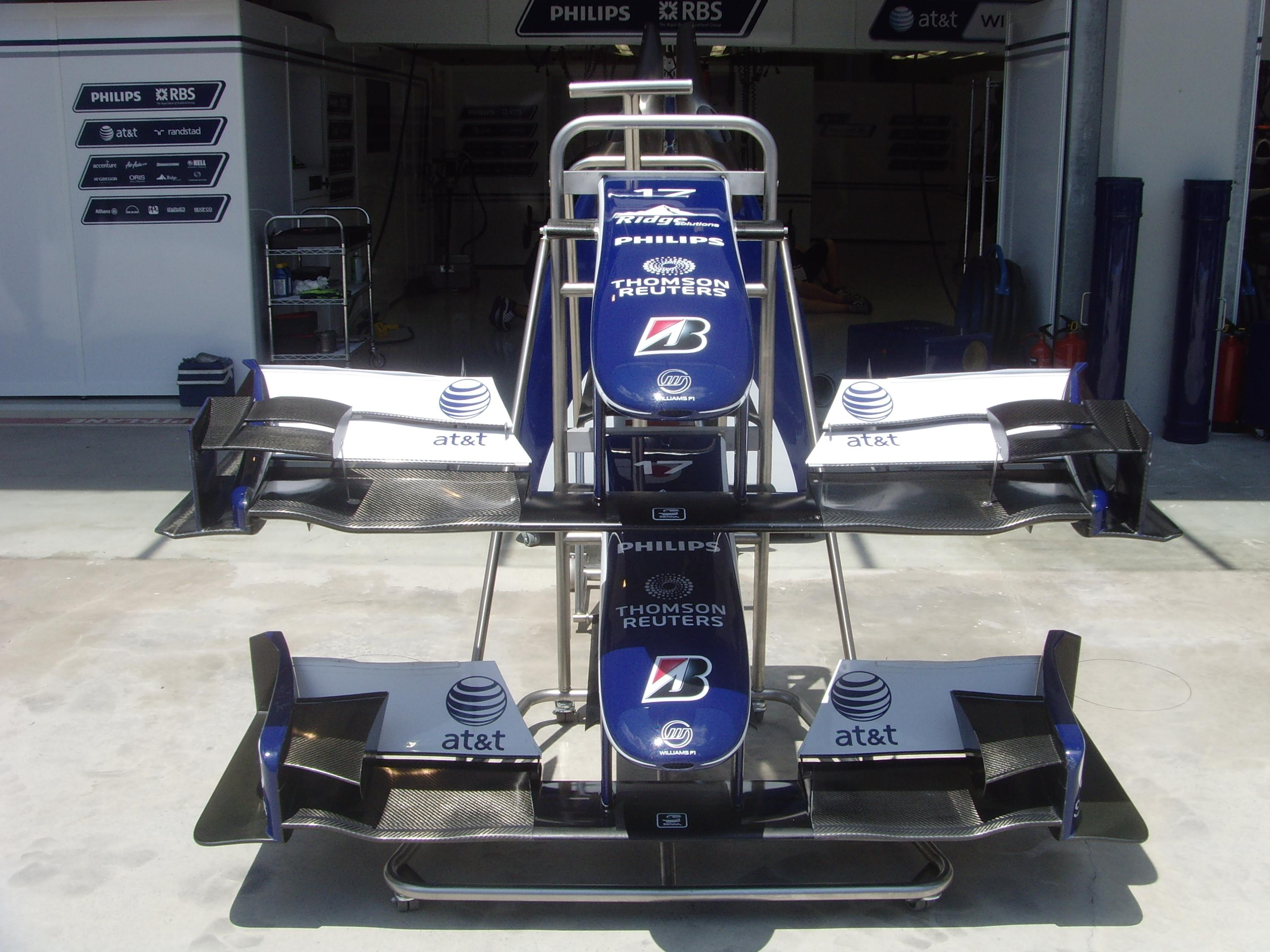
第7戦トルコGPから投入された新型フロントウイング（上）

フロントウイングは、メインエレメントがフェラーリの2004年シーズンのマシンであるF2004のような形状となっている。具体的には翼端部で鋭角に折り曲げられている。フラップの形状もそれに呼応している。翼端板は、FW30までは後方がフロントタイヤ内側に向かって狭くなっていたが、FW31は逆に後方に向かって広がった形状となっている。翼幅の拡大に応じて処理が変わった。また、翼端板から内側に向かって小形のフィンが装着されている。レギュレーションでフロントウイングのフラップの位置などが制限されたことによるダウンフォースの減少対策である。同様のパーツは、2009年マシンではF60とTF109が装着している。
フロントノーズは発表会時には太く低いものが装着されていたが、テストでは全体が高く持ち上げられたものも使用された。下部が膨らみを設けて、ウイング形状と呼応して高い能率を図る。
リヤウイングは、単純な2枚エレメントに翼端板のスリットで構成され、アッパーエレメントとバンパーは2本の支柱で支持されている。基本的にはFW30を踏襲した形。しかし、幅はレギュレーションの変更に伴い、25パーセント削減されている。

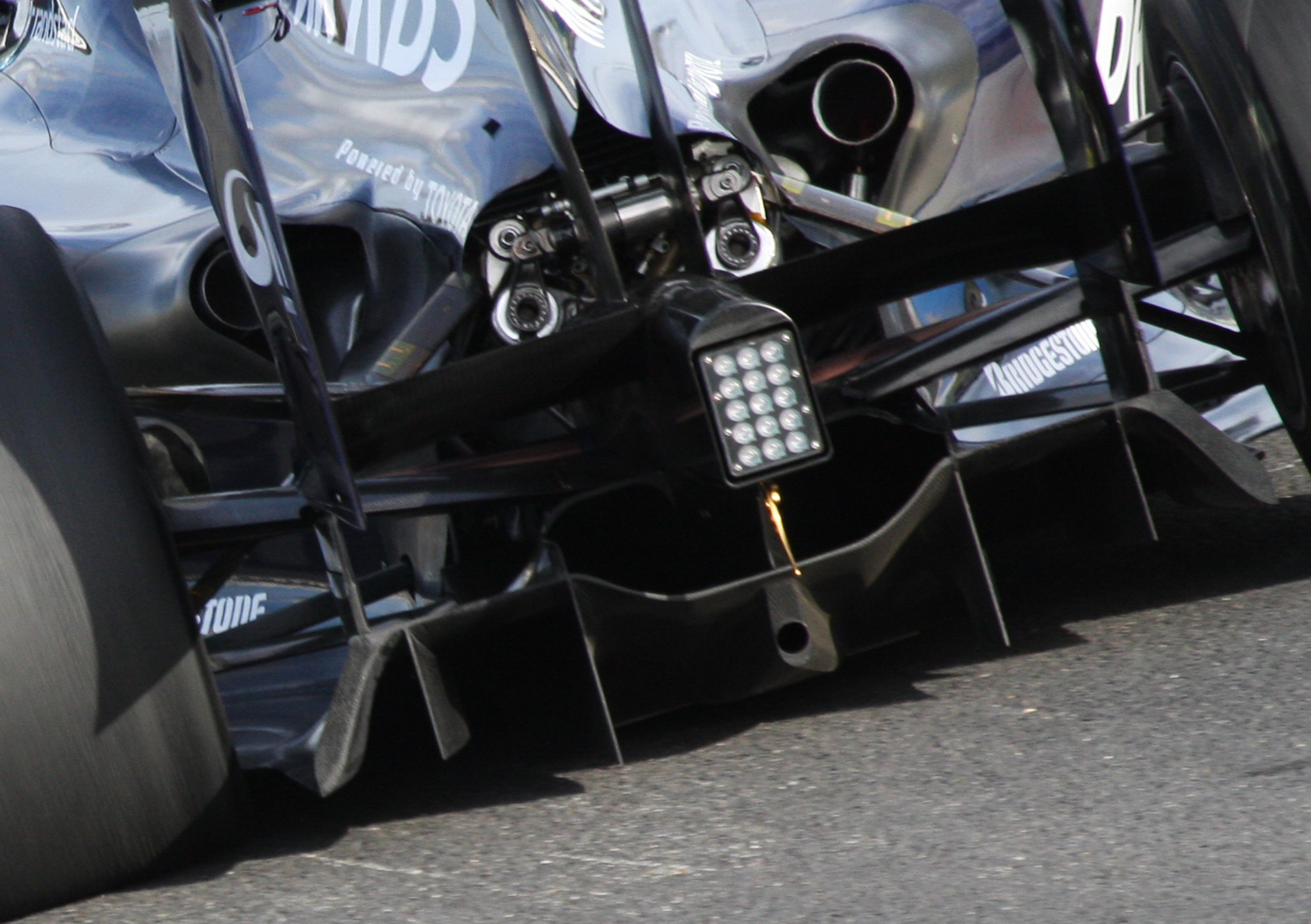
FW31に搭載されたダブルディフューザー

ディフューザーは2段式のダブルディフューザーが搭載されている。レギュレーションに合法か違法かで議論されていたが、シーズン途中にFIAは合法であるとの判断を下した。
サイドポンツーンはベネトンの1995年のマシンであるB195に似た、角ばったデザイン。後方まで高さが維持され、後輪の前方で急激に落ち込んでいる。
インダクションポッドにはエンジンの吸気口の他に、後方には油圧系の冷却用空気を取り入れる小形のインテークもある。FW30で、チームはエアボックスそのものをプレートでふたつに分けるというフェラーリのアイデアを模倣していたが、それを発展させてインテークを完全に分離した。その結果、エアボックスのメインの吸気口が小型化されている。これはドライバーのヘルメット周囲には乱流が生じるので、有用である。また、エンジンカバーにはトーザルフィンが装着されている。しかし、きわめて小形である。

### KERS
KERSは、ウィリアムズの関連企業であるウィリアムズ・ハイブリッド・パワーによって製作されたフライホイール式を搭載できるようになっている。これはF1において他チームがバッテリー式を採用する中、ウィリアムズ唯一のものである。チームは当初、FW31のKERSは、開幕6戦は使用せず、第7戦トルコGPをめどに使用すると表明した。しかし、第8戦イギリスGP前に、KERSは現在も開発中であり、実戦投入がいつになるかは未定とし、開発は継続中であることを表明したが、実戦投入されることは無かった。

## 2009年シーズン

### シェイクダウン

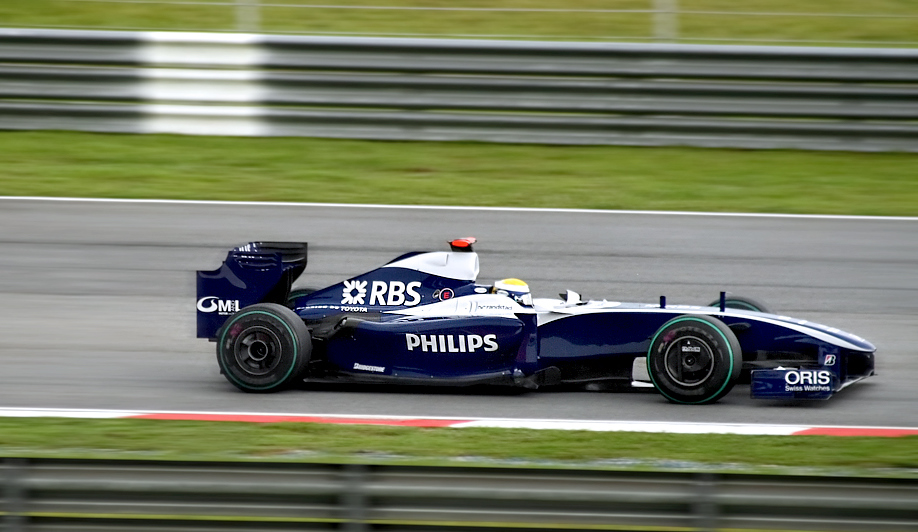
第2戦マレーシアGPでのFW31
ニコ・ロズベルグがドライブ

発表当日の1月19日に、テストドライバーであるニコ・ヒュルケンベルグが、アルガルヴェでFW31のシェイクダウンを行った。このときのFW31はテスト期間限定の紺地に白のマーキングといったカラーリングだった。スポンサー面ではレノボがマクラーレンに移籍、ペトロブラスやハムレイズなどが離脱したため、その代わりにフィリップスのロゴがサイドポンツーンやリヤウイングに大きく描かれている。

### レース
デビューレースとなった2009年開幕戦のオーストラリアGPではロズベルグが5位入賞を果たし、ファステストラップも記録した。ロズベルグは8戦連続を含めて17戦中11戦で入賞し、チームのコンストラクターズ全ポイントを獲得した。一方、チームメイトの中嶋一貴はピット作業のミスなどの不運もあり、レギュラー参戦ドライバー中唯一ノーポイントに終わった。

## スペック

### シャーシ
- シャーシ名 FW31
- シャーシ構造 カーボンファイバー/ハニカムコンポジットモノコック/FIA衝撃・強度条件に適合
- 全長 4,800mm
- 全幅 1,800mm
- 全高 950mm
- ホイールベース 3,100mm
- クラッチ AP
- ブレーキキャリパー AP
- ブレーキディスク・パッド カーボンインダストリー
- サスペンション 前後プッシュロッド/ダブルウィッシュボーン
- ダンパー ウィリアムズF1
- ホイール RAYS鍛造マグネシウム
- タイヤ ブリヂストン（フロント幅 350mm、リア幅 375mm）
- ギアボックス 7速＋リバース1速シームレスセミオートマチック/アルミニウム製ケーシング
- KERS ウィリアムズ・ハイブリッド・パワー製特許取得磁気装荷コンポジット・フライホイール・システム
- エレクトロニクス MES-マイクロソフト スタンダードECU
- ステアリング ラック・アンド・ピニオン式ウィリアムズF1製パワーアシスト
- ドライバーシート 取り外し可能な解剖学に基づいて形成されたカーボンファイバー製シート
- シートベルト 75mmショルダーストラップおよびHANSシステムつきドライバー用6点支持ハーネス
- 燃料タンク ATLケブラー強化タンク
- 重量 ドライバー、カメラ、バラストを含めて605kg

### エンジン
- エンジン名 トヨタRVX-09
- 気筒数・角度 V型8気筒・90度
- 排気量 2,400cc
- 最高回転数 18,000rpm（レギュレーションで規定）
- シリンダーブロック アルミニウム製
- ピストン アルミニウム製
- クランクシャフト 鋼ビレット製
- コネクティングロッド チタン製
- バルブ数 32
- バルブ駆動 圧搾空気式
- スパークプラグ デンソー(ND)
- イグニッション トヨタ
- インジェクション トヨタ

## シャーシナンバー一覧

### 2009年
| No. | ドライバー | 1   | 2   | 3   | 4   | 5   | 6   | 7   | 8   | 9   | 10  | 11  | 12  | 13  | 14  | 15  | 16  | 17  |
| No. | ドライバー | AUS | MAL | CHN | BHR | ESP | MON | TUR | GBR | GER | HUN | EUR | BEL | ITA | SIN | JPN | BRA | ABU |
| --- | ---------- | --- | --- | --- | --- | --- | --- | --- | --- | --- | --- | --- | --- | --- | --- | --- | --- | --- |
| 16  | ロズベルグ | 3   | 3   | 3   | 3   | 3   | 3   | 3   | 3   | 3   | 3   | 3   | 3   | 3   | 3   | 3   | 3   | 3   |
| 17  | 中嶋       | 4   | 4   | 4   | 4   | 4   | 4   | 4   | 4   | 4   | 4   | 4   | 4   | 4   | 4   | 4   | 4   | 4   |

## 結果
| 年   | No. | ドライバー | 1   | 2   | 3   | 4   | 5   | 6   | 7   | 8   | 9   | 10  | 11  | 12  | 13  | 14  | 15  | 16  | 17  | ポイント | ランキング |
| 年   | No. | ドライバー | AUS | MAL | CHN | BHR | ESP | MON | TUR | GBR | GER | HUN | EUR | BEL | ITA | SIN | JPN | BRA | ABU | ポイント | ランキング |
| ---- | --- | ---------- | --- | --- | --- | --- | --- | --- | --- | --- | --- | --- | --- | --- | --- | --- | --- | --- | --- | -------- | ---------- |
| 2009 | 16  | ロズベルグ | 6   | 8   | 15  | 9   | 8   | 6   | 5   | 5   | 4   | 4   | 5   | 8   | 16  | 11  | 5   | Ret | 9   | 34.5     | 7位        |
| 2009 | 17  | 中嶋       | Ret | 12  | Ret | Ret | 13  | 15  | 12  | 11  | 12  | 9   | 18  | 13  | 11  | 9   | 15  | Ret | 13  | 34.5     | 7位        |

- 太字はポールポジション、斜字はファステストラップ。(key)
- 第2戦マレーシアGPは雨天で赤旗中断となり規定周回数の75％を満たさなかったため獲得ポイントは半分となる。